# Monte Disgrazia
Il monte Disgrazia (italianizzazione del toponimo lombardo Des'giascia, ossia "Disghiaccia") è una montagna delle Alpi Retiche occidentali alta 3678 m s.l.m., situata nella provincia di Sondrio.
Una delle vette principali della Valtellina centrale, costituisce lo spartiacque tra la Valmalenco e la val Masino, è adiacente ad altri importanti massicci delle Alpi centrali quali il massiccio del Bernina ed il Masino-Bregaglia.

## Descrizione
Il Disgrazia appare decisamente imponente grazie alla relativa solitudine della propria vetta, ed alla copertura glaciale piuttosto sviluppata sino a pochi anni or sono. 
Le principali lingue glaciali che scendono tuttora dai suoi versanti sono la vedretta del Disgrazia, a nord-ovest, la vedretta del Ventina, a nord-est, il ghiacciaio di Cassandra, a sud-est, il ghiacciaio di Preda Rossa a sud-ovest.
Geologicamente è costituito in gran parte da serpentini e serpentinoscisti, alterati in superficie. La cresta principale disposta in direzione nord-ovest-sud-est, culmina in tre vette principali, ed è racchiusa tra il Passo di Mello e quello di Cassandra.

## Storia alpinistica
La prima ascensione della vetta principale fu compiuta il 24 agosto 1862 da una cordata inglese, formata da Leslie Stephen, E. S. Kennedy, M. Anderegg e T. Cox. Gli inglesi affrontarono l'ascensione dalla valle di Preda Rossa, per la cresta di Pioda, itinerario che costituisce ancor oggi la normale alla vetta. 
Numerose altre vie di salita vennero poi aperte nei decenni successivi: 
- 1874 per la vedretta del Ventina,
- 1878 per la cresta sud-ovest: via Antonio Baroni,
- 1882 per la nord-nord-est,
- 1897 per il canalone sud-ovest,
- 1900 per la nord-est,
- 1901 per la cresta sud-ovest,
- 1910 per la Cresta degli Inglesi,
- 1934 per la nord.

Uno degli itinerari più noti resta però quello detto della Corda Molla, lungo la cresta nord-nord-est, aperto da B. De Ferrari e I. Dell'Andrino nel 1914.

## Punti di appoggio
- Bivacco Rauzi - 3.640 mslm
- Bivacco Andrea Oggioni - 3.170 mslm
- Rifugio Cesare Ponti - 2.559 mslm

## Galleria d'immagini

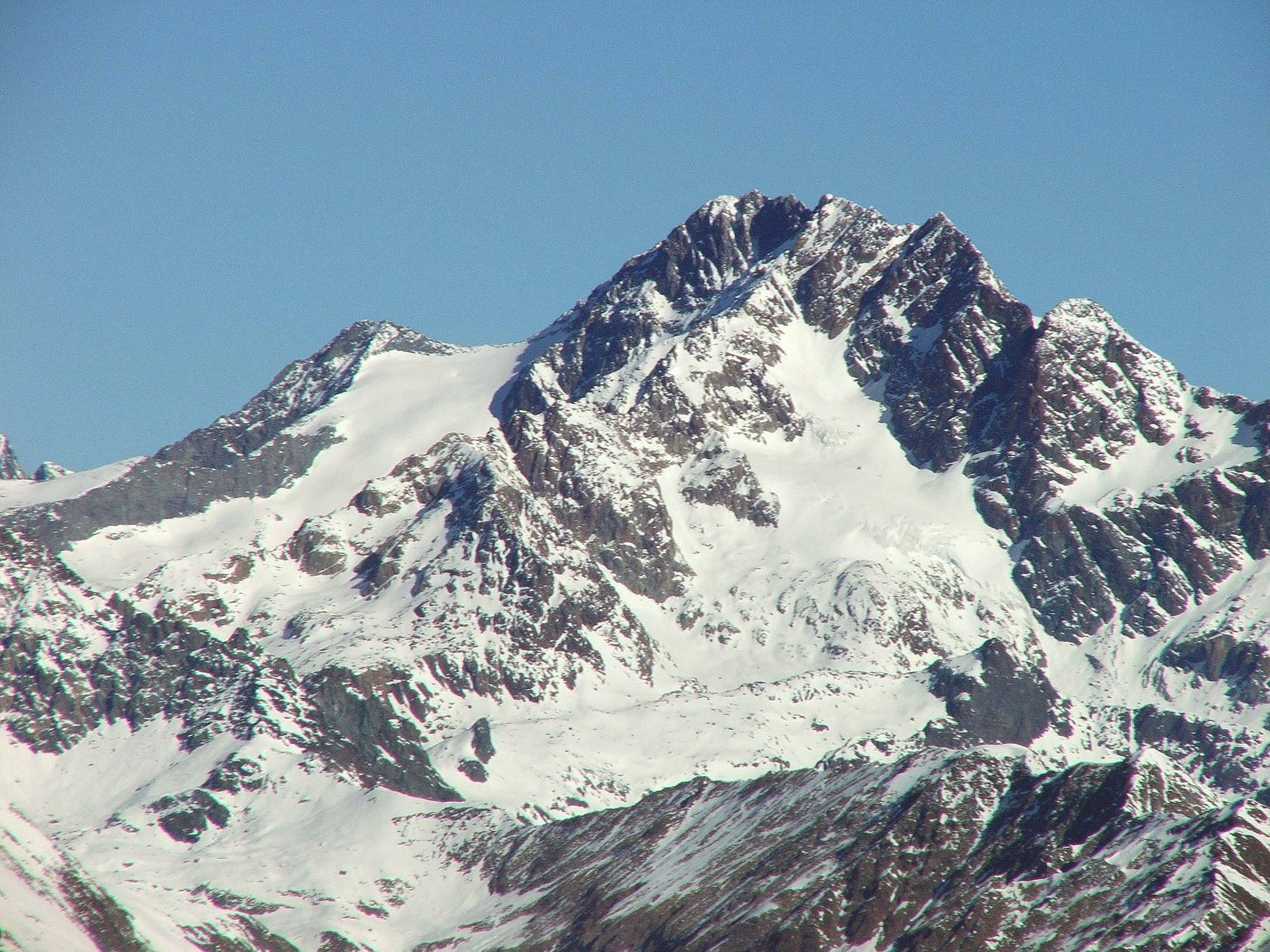
Il Disgrazia visto dal Corno Stella
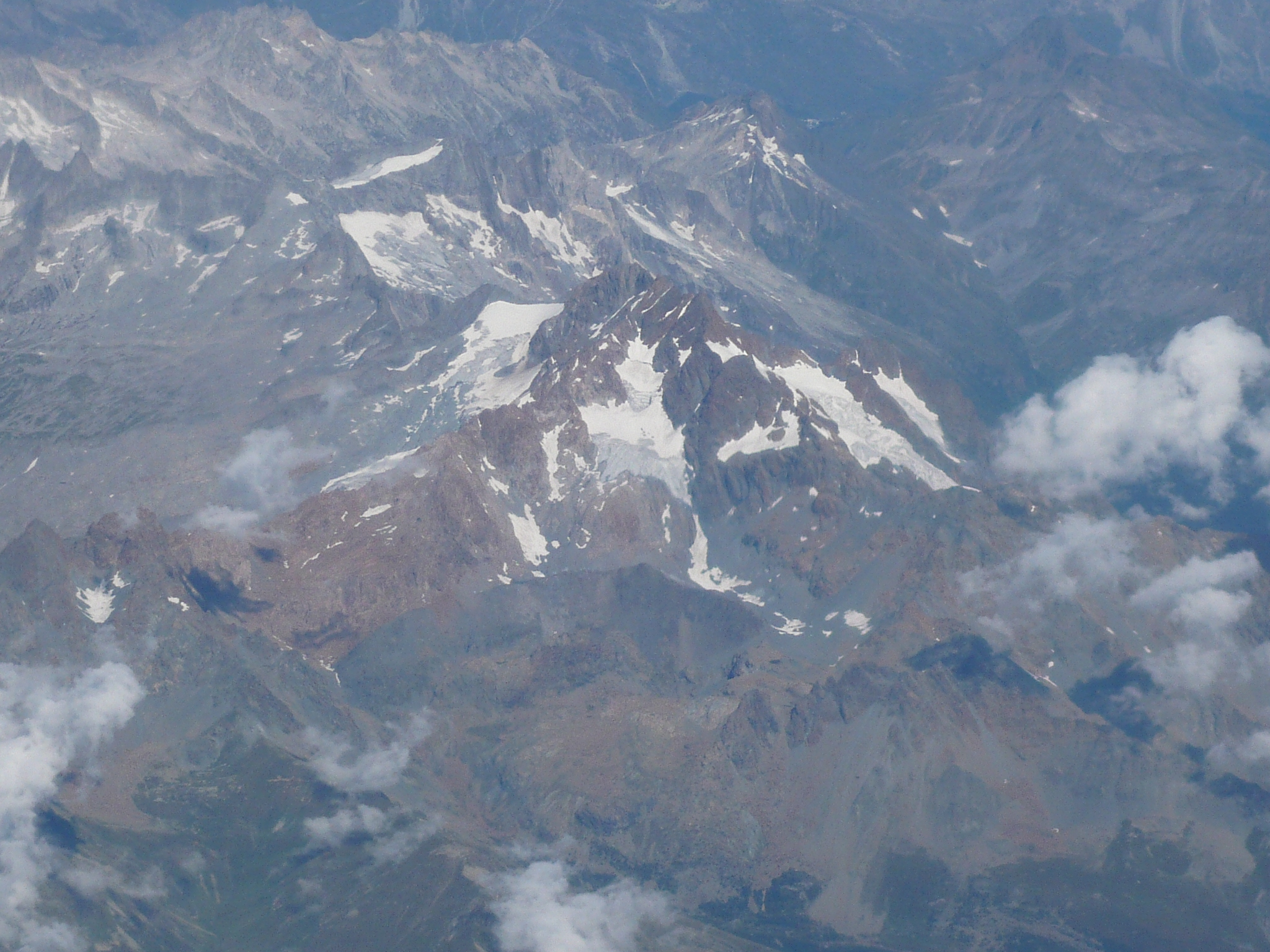
Vista aerea del monte Disgrazia da sud.
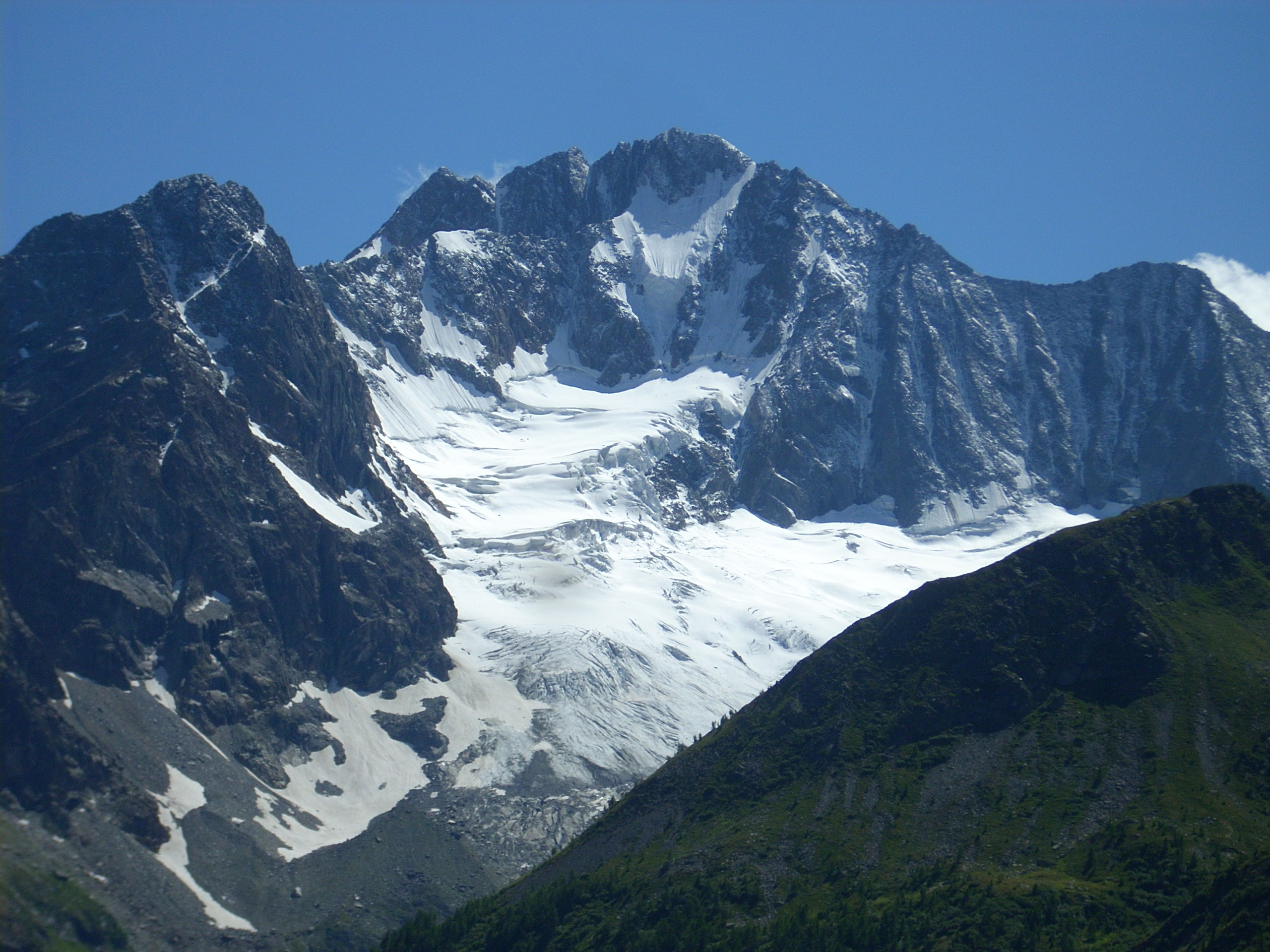
La parete nord
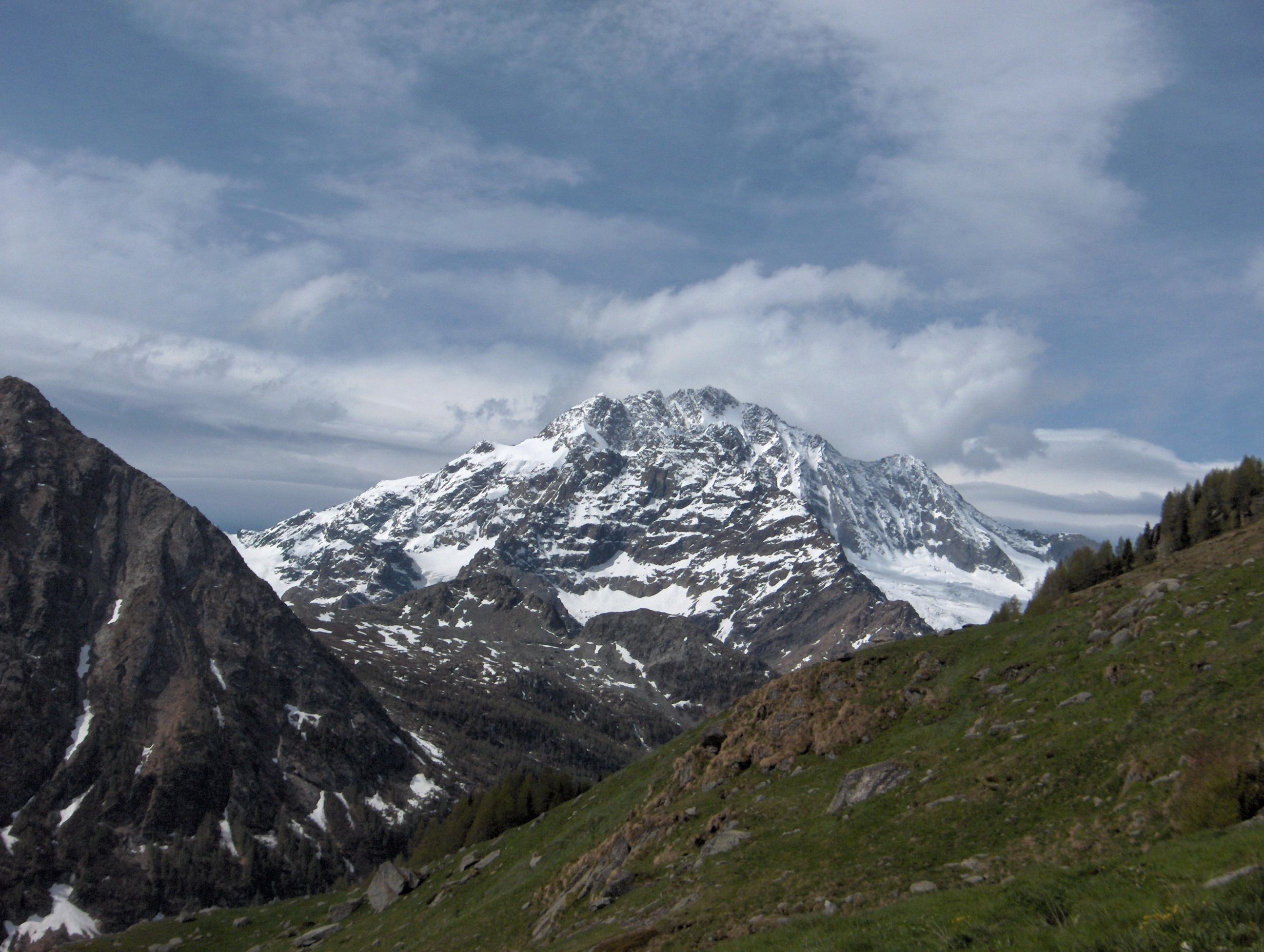
Vista dalla valle
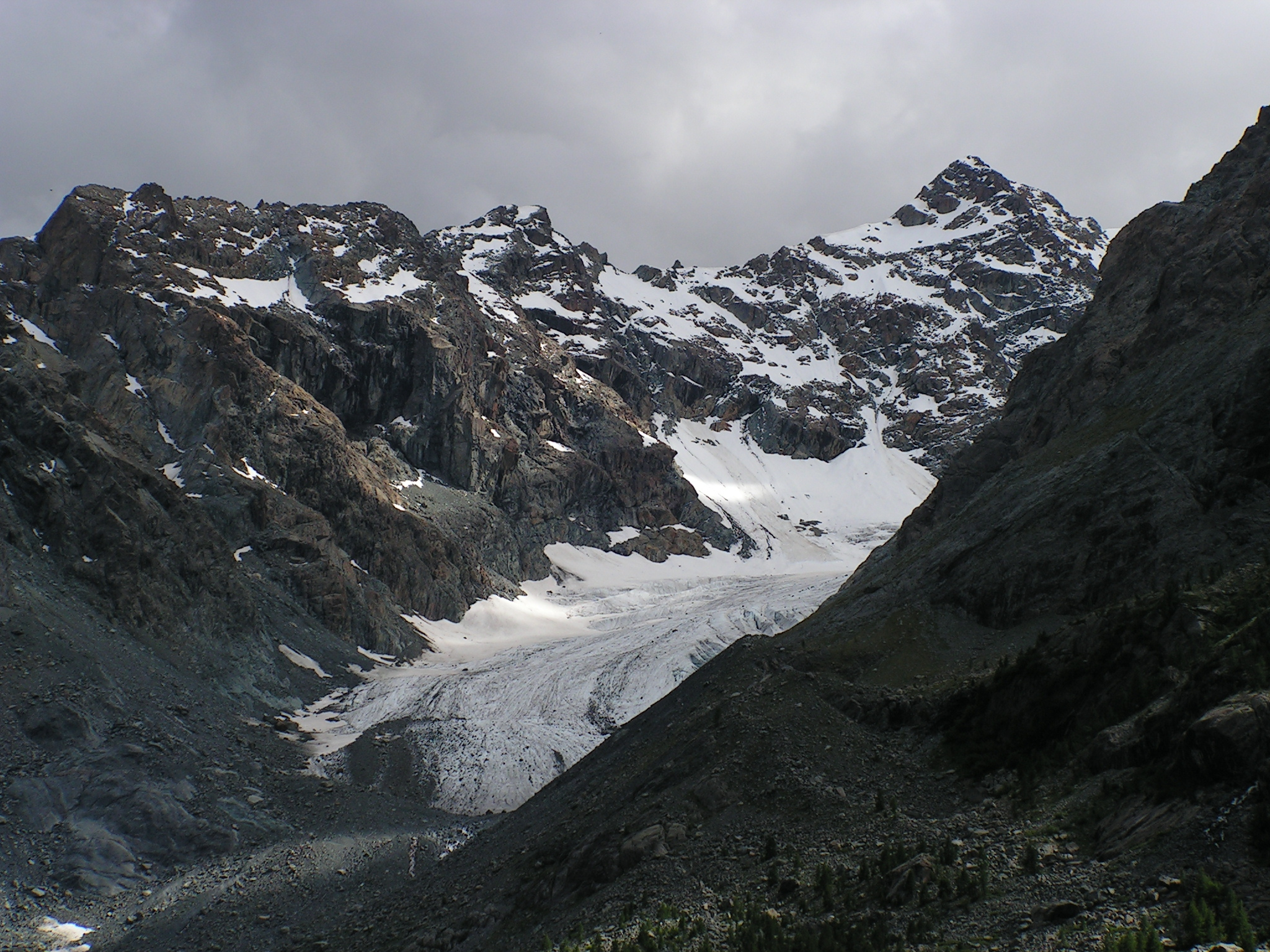
La Vedretta del Ventina
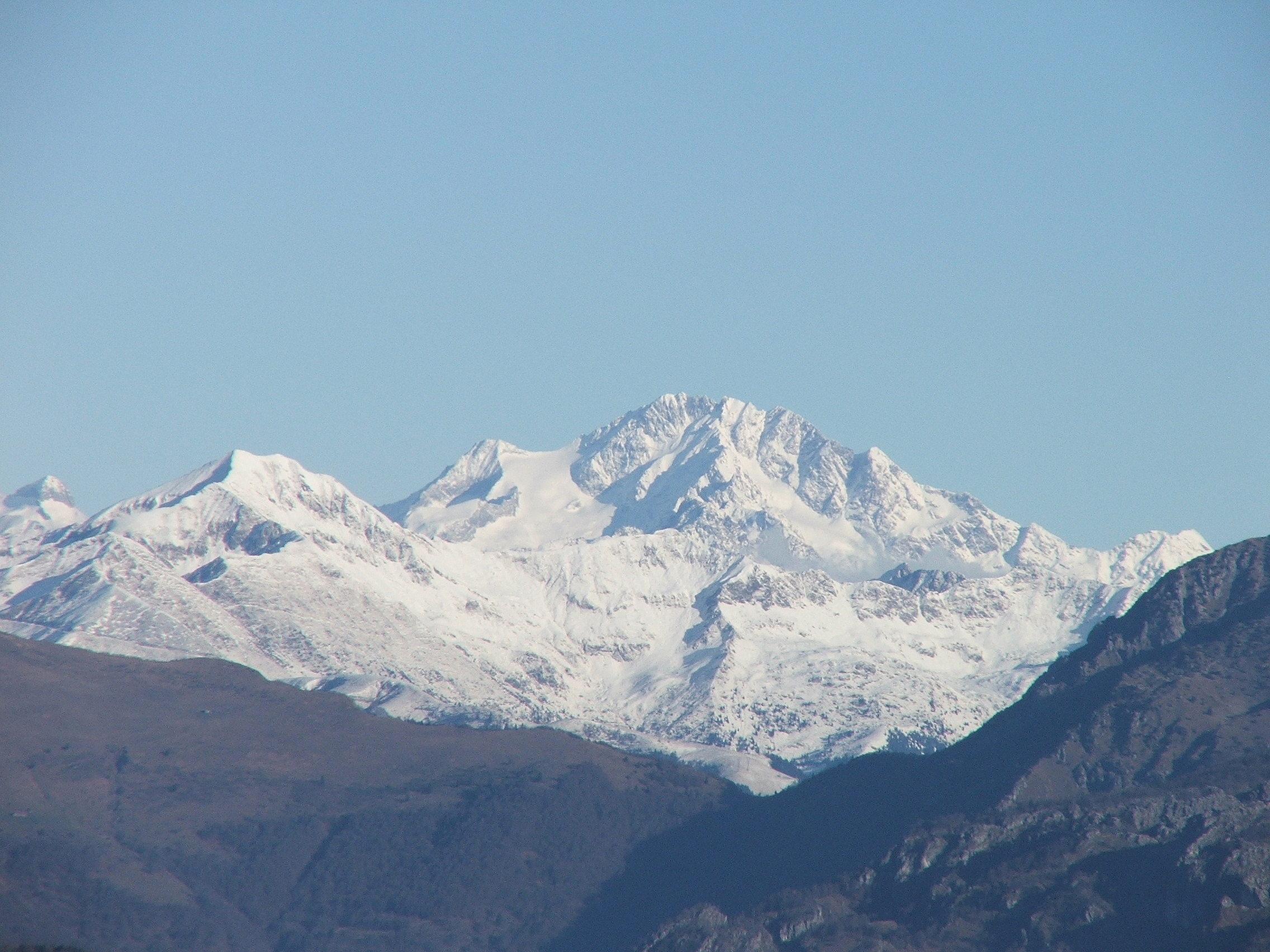
Il Disgrazia dal monte Linzone
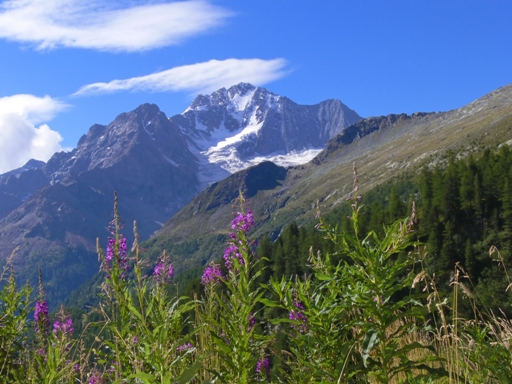
Monte Disgrazia visto dalla val Sissone.